# Incendie de Podil

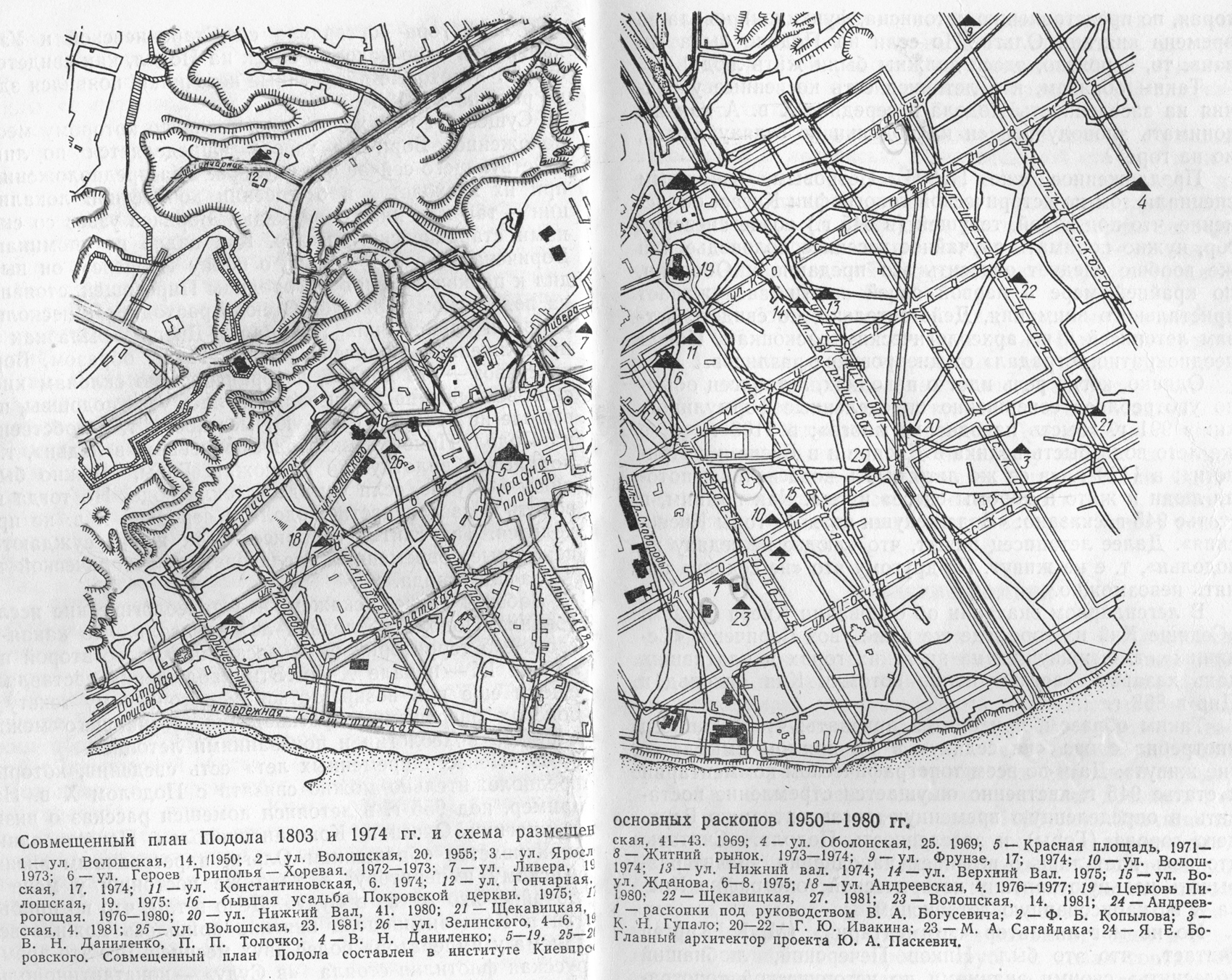
Carte combinée de Podil 1804 et 1974. Tiré du livre "Podil dans l'ancienne Kiev" rédigé par KN Hupalo. Le damier moderne a remplacé la ville aux allées tortueuse ravagée par l'incendie de 1811.

Le grand incendie de Podil de 1811 (en ukrainien : Велика пожежа, Velyka pozhezha) est un violent incendie qui se déclenche le matin du 9 juillet 1811 dans le quartier de Podil, à Kiev, et dure trois jours. Il provoque la destruction presque totale de ce quartier, qui, avant l'incendie, était le quartier le plus densément peuplé de la ville de Kiev ; sur les 3 672 foyers de la ville, 2 068 étaient situés à Podil,.

## La catastrophe
Le contexte est celui de la préparation de la campagne de Russie. Kiev voit ses fortifications renforcées avec la forteresse de Petchersk et un rapport du général-major Oppermann du 21 avril 1811 mentionne la préparation à la lutte contre les incendies pour les installations militaires de la ville.
Des rumeurs rendent à l'époque responsable de l'incendie des espions français ou leurs collaborateurs locaux à la veille de l'invasion française de la Russie. Cependant, la version officielle des événements de la ville concernant la cause de l'incendie serait un accident causé par des enfants jouant avec le feu.
La puissance du feu est renforcée par les vents violents et la sécheresse sévère de la saison, puisque même le Dniepr voisin aurait été asséché. Un témoin de l'époque, Mykola Zakrevs'kyi, décrit une population paniquée essayant de fuir avec ses biens du brasier et se réfugier soit vers les remparts près de l'église Saint-André de Kiev, soit dans la plaine d'Obolon.
Plus de 2 000 maisons, des bâtiments officiels, 12 églises et 3 monastères ont été détruits par l'incendie. Cependant, certains bâtiments sont épargnés par la destruction, notamment la maison de Pierre Ier. La fumée de l'incendie aurait été vue plus de 130 km à la ronde.

## La reconstruction
En 1812, un nouveau plan de reconstruction de Podil est élaboré par les architectes Geste et Melenski. Le plan redessine les rues courbes voire tortueuses du quartier, très visibles sur le plan très précis de Kiev par Melenski quelques années avant l'incendie en 1803, en lignes droites et en étoiles. Le plan de Melenski, à la fois orthogonal (classique) et radial (baroque), n'est cependant pas mis totalement à exécution, et se réduit à un simple damier qui existe encore à ce jour. L'incendie montre la vulnérabilité des bâtiments en bois de la ville, dont beaucoup sont ensuite reconstruits en pierre. Les îlots urbains qu'il délimite sont occupés par des parcelles de 3 tailles (petites, moyennes, grandes) dont les maisons doivent avoir leur façade sur rue et leur jardin à l'intérieur. Les façades commencent à être réglementées au niveau impérial et les plus belles sont distinguées : Kiev en compte 400 de construites entre 1813 et 1818, sur les 8000 de l'Empire russe. La reconstruction après l'incendie entraîne la construction de nombreux monuments architecturaux existants, notamment la maison des contrats (1815-1817) et la place des Contrats et sa Gostnyi Dvir (1812-1828), entre autres.
Néanmoins, certaines rues restent dans l'état où elles étaient avant l'incendie. Il s'agit des rues Borychiv Tik, Pokrovska, Pritisko-Mykilska, et de la ruelle Khoryva.
L'incendie de Podil marque, malgré la reconstruction du quartier, la fin de la prééminence de ce quartier, tant au niveau démographique que politique, dans la vie municipale.

## Galerie

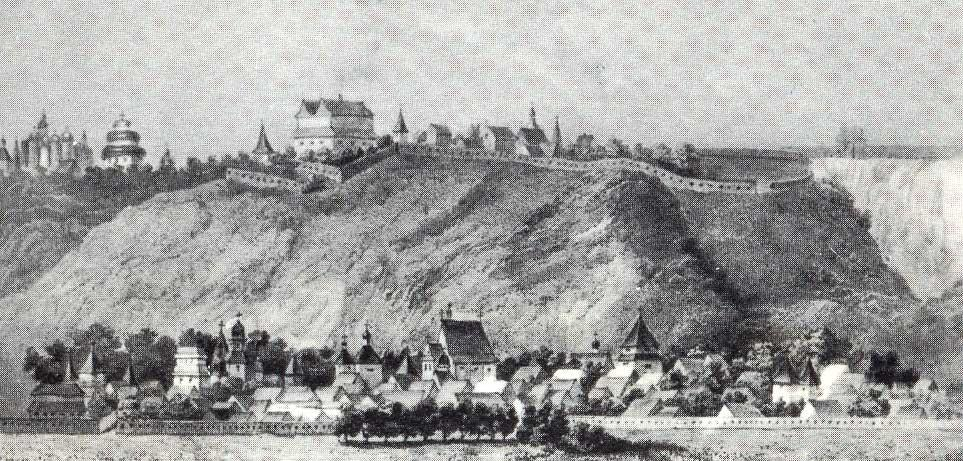
Vue de la ville de Kiev en 1651: la ville basse de Podil ramassée aux pieds de la colline.
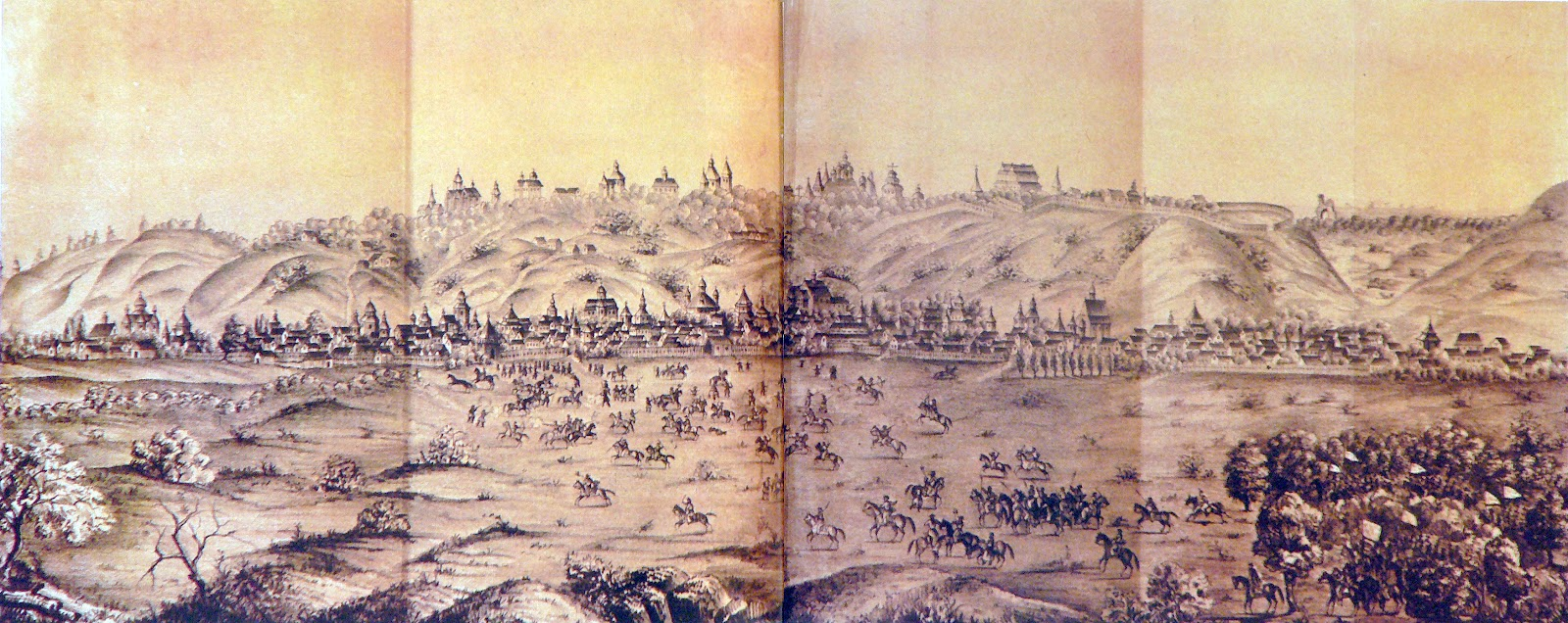
Vue plus large de la ville de Kiev en 1651: la ville basse de Podil ramassée aux pieds de la colline. Sur la colline dépassent les clochers de la ville haute, moins peuplée.
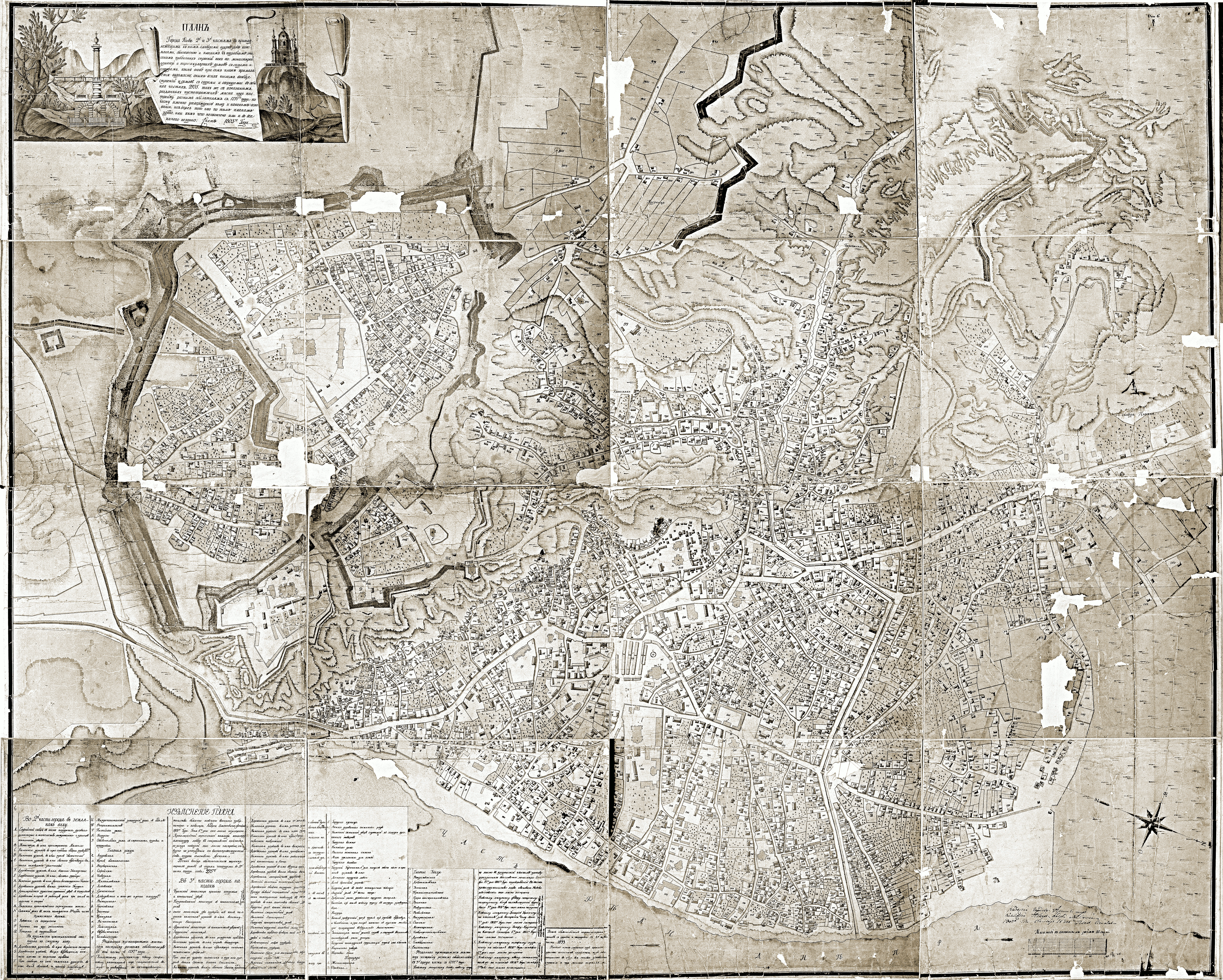
Plan de Kiev par Melensky en 1803 : la ville haute est enserrée dans ses fortifications et c'est la ville basse (Podil) qui concentre l'essentiel du développement urbain. La carte extrêmement précise permet de distinguer les bâtiments de bois, majoritaires, des bâtiments religieux ou officiels, en pierre.
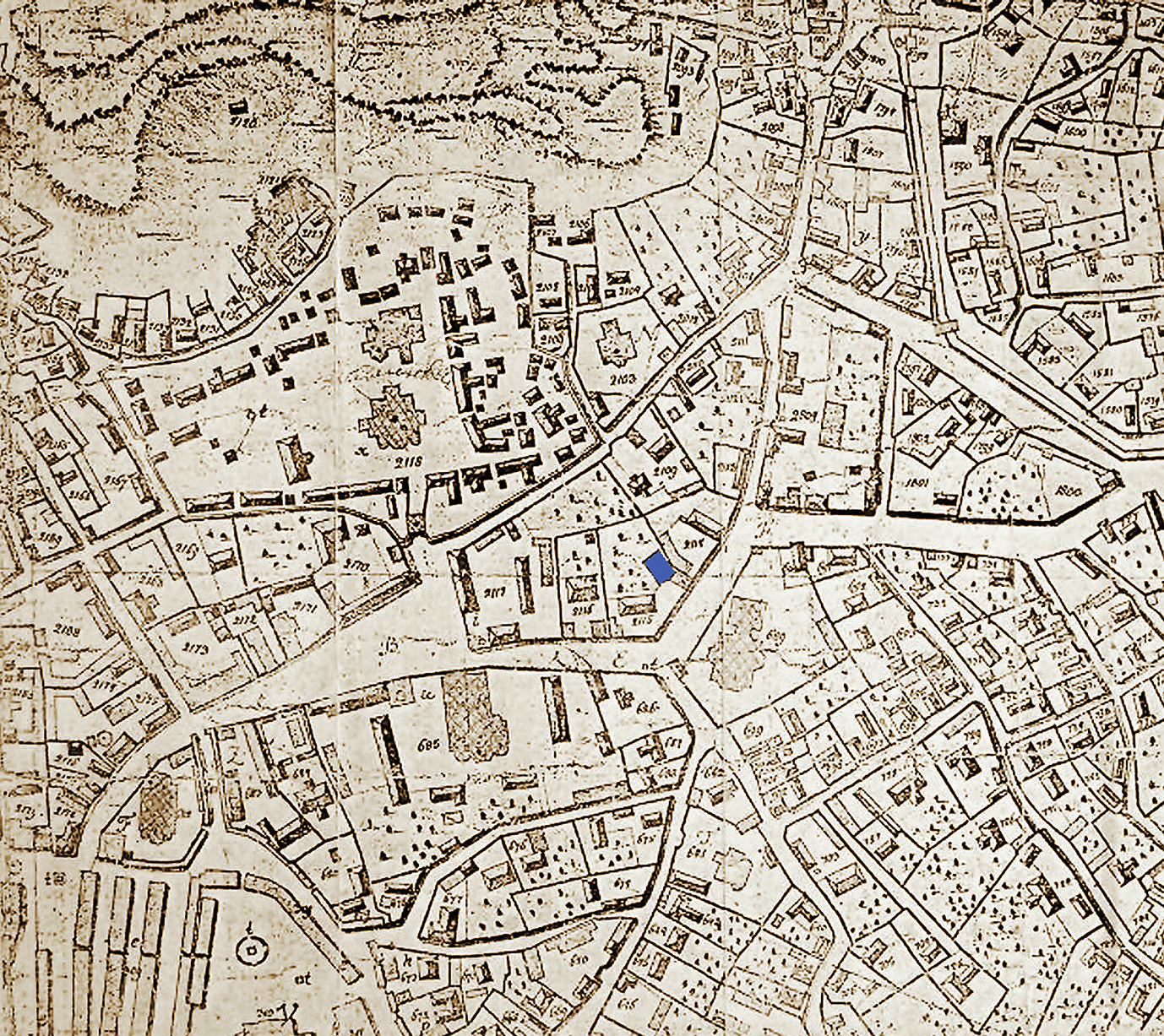
Détail du plan de Kiev par Melensky en 1803 : Podil, un port fluvial aux chemins tortueux, un paysage alternant les emprises de grands monastères et des maisons simples.
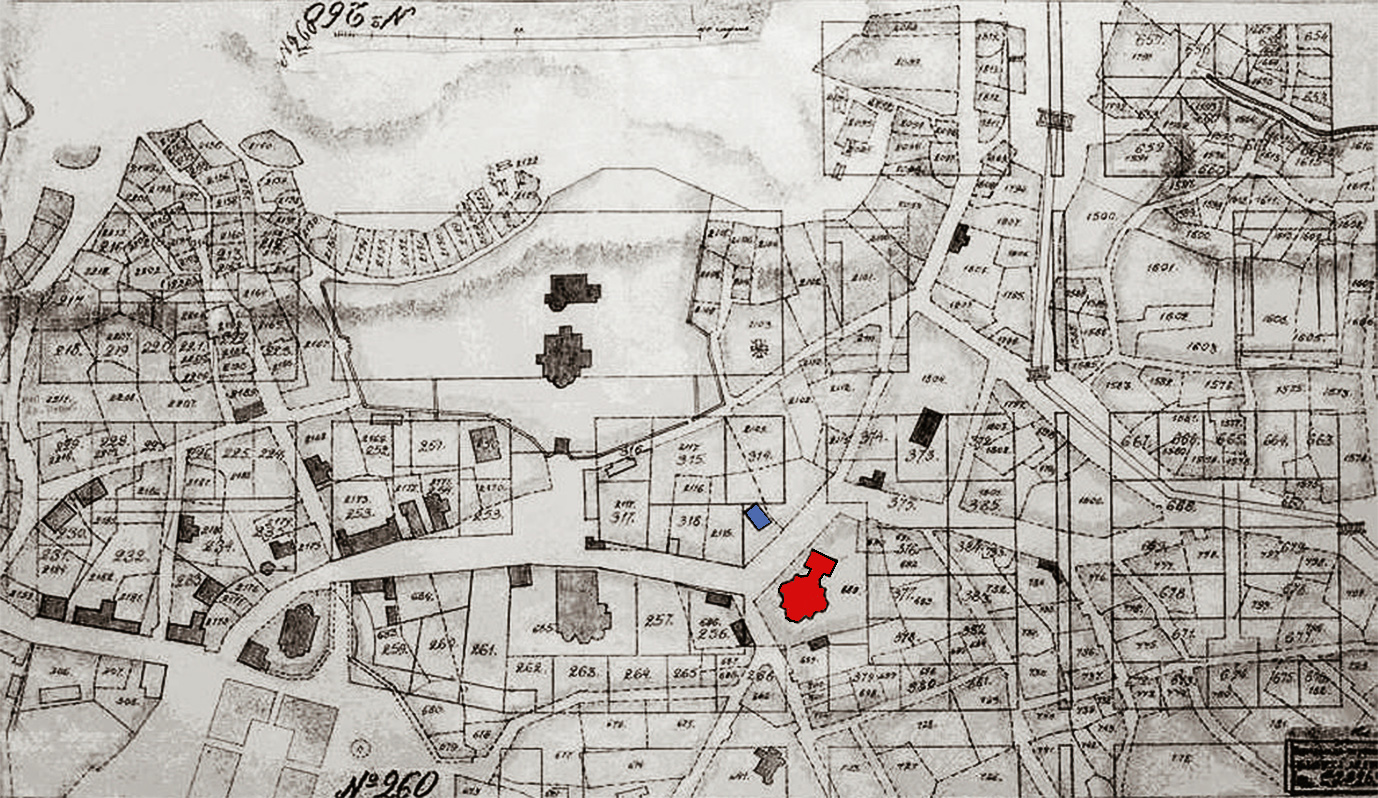
Plan de Podil par Melensky en 1812 : après l'incendie de 1811, les carrés des nouveaux îlots sont tracés. Seules les églises sont préservées et intégrées au plan d'ensemble par des clôtures et des bâtiments conventuels nouveaux.
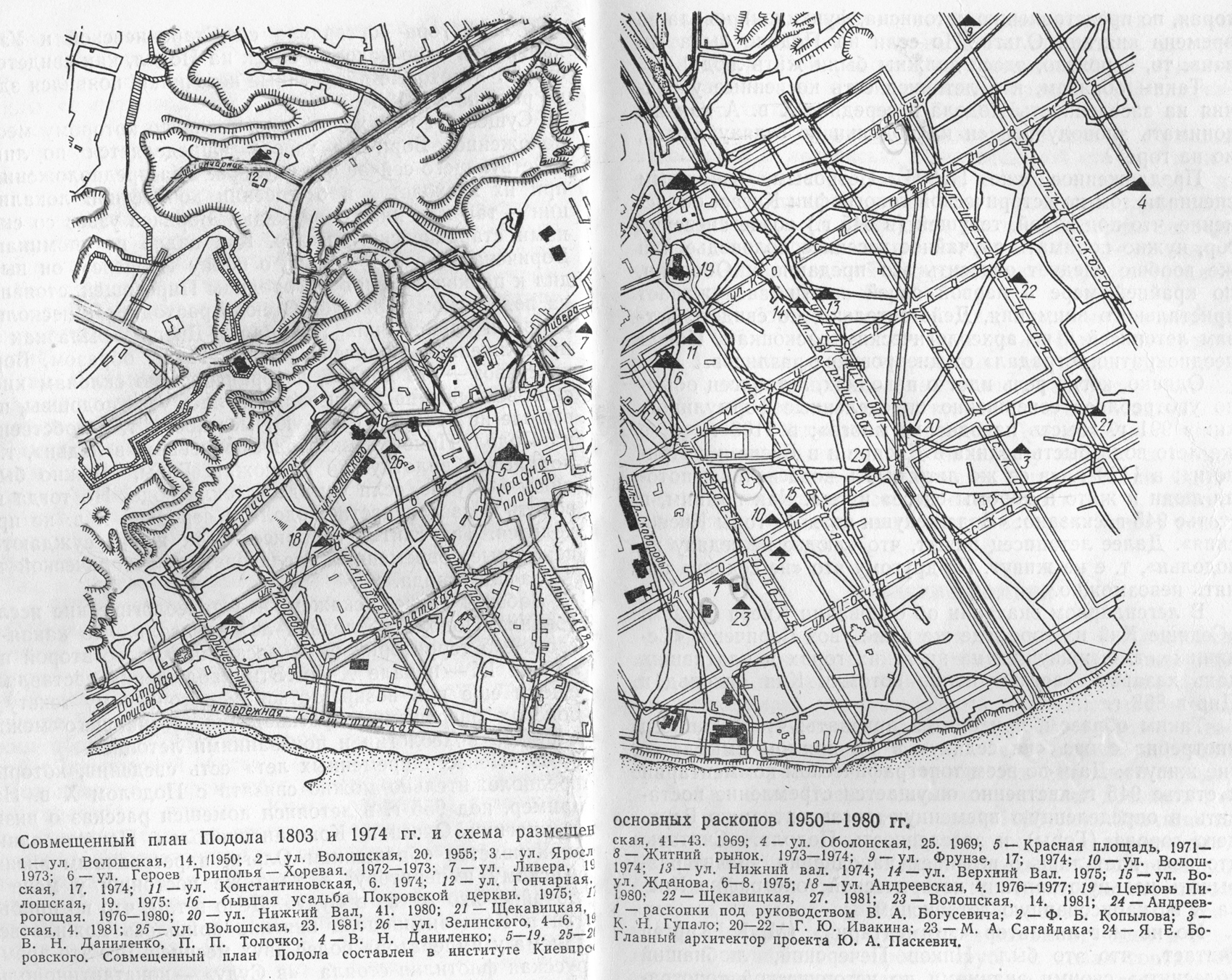
Plan d'ensemble de Podil, aujourd'hui avec superposition avec le plan d'avant 1811.
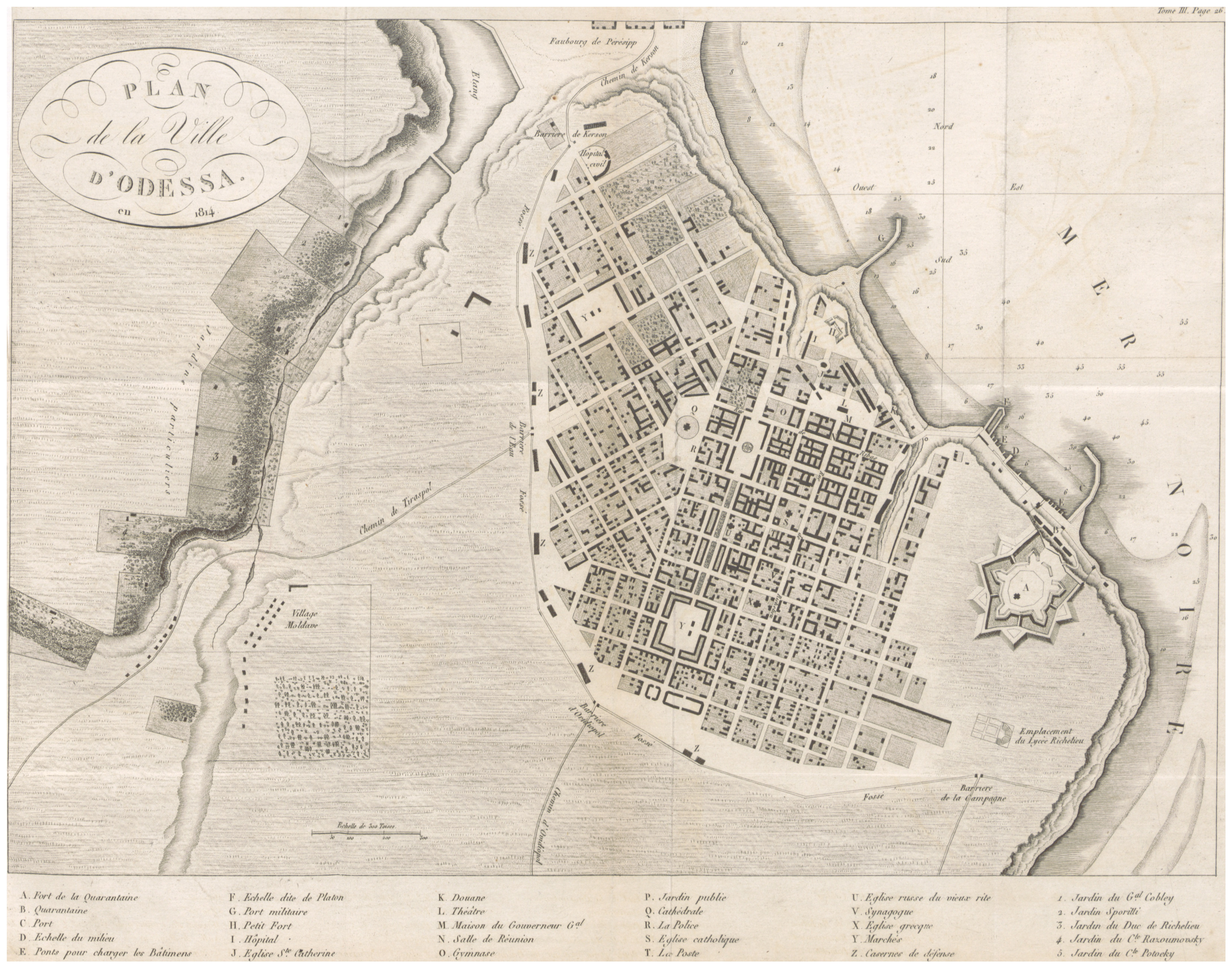
Plan de la ville d'Odessa en 1814 : le plan en damier de la ville est contemporain de la reconstruction de Podil.
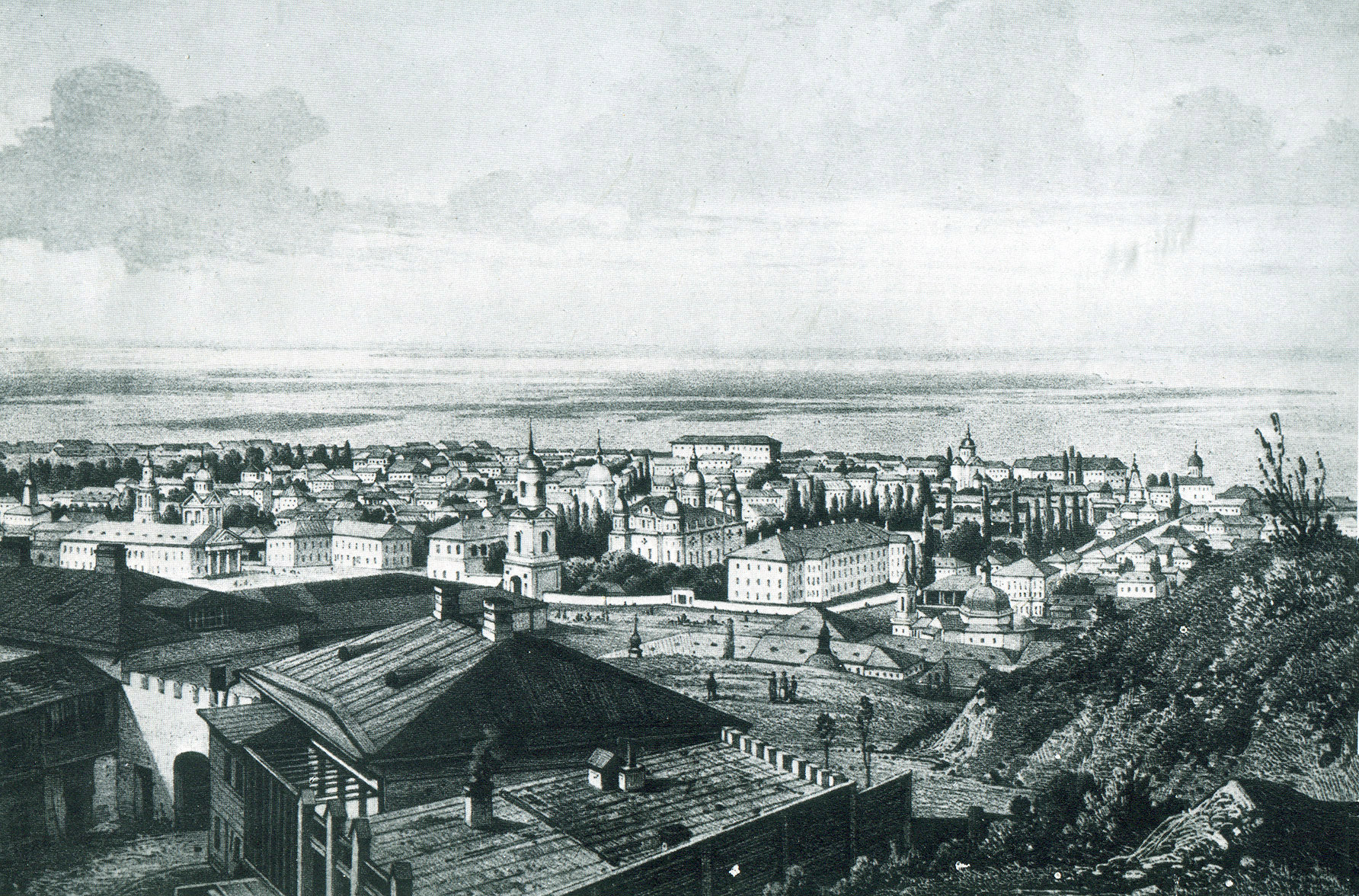
Un nouveau paysage urbain marqué par l'orthogonalité : Podil ordonné par Melensky, avec notamment les bâtiments de la Maison des Contrats et du bâtiment de l'Académie théologique. En arrière-fond, le Dniepr et ses îles.

## Voir également
- Chronologie des grands incendies
- Autres catastrophes à Kiev et Podil: Destruction par minage des Soviétiques du quartier de Krechtchatyk (1941), Massacre de Babi Yar (1941), Coulée de boue de Kourenivka à Kiev (1961), catastrophe nucléaire de Tchernobyl (1986).
- Cartographie de Kiev
- Incendie de Moscou, Politique de la terre brûlée